# Vielha e Mijaran (kommun i Spanien)
Vielha e Mijaran är en kommun i Spanien.   Den ligger i provinsen Província de Lleida och regionen Katalonien, i den nordöstra delen av landet, 400 km nordost om huvudstaden Madrid. Antalet invånare är 5 454. Arean är 212 kvadratkilometer. Vielha e Mijaran gränsar till Caneján, Naut Aran, Vilaller, Es Bòrdes, Vilamós, Montanuy, Benasque och Bagnères-de-Luchon. 
Terrängen i Vielha e Mijaran är bergig.